# Kasteel van Soks
Het Kasteel van Soks is een kasteelachtig herenhuis, gelegen in de gemeente Soks, gelegen aan de Route de Saint-Omer nr. 1, in het Franse Noorderdepartement.
Dit kasteeltje werd vermoedelijk omstreeks 1800, in elk geval vóór 1820, gebouwd. De klok draagt het jaartal 1789. De poortwachterswoning werd in 1861 gebouwd. Het woonhuis heeft een roze en een blauwe salon. Het geheel wordt omgeven door een park, een tuin en een moestuin.
Kasteel en het bijbehorende park zijn op 02-11-1976 beschermd en gedeeltelijk ingeschreven als monument historique